# Thelastoma rigo
Thelastoma rigo är en rundmaskart som beskrevs av James Bowie 1986. Thelastoma rigo ingår i släktet Thelastoma och familjen Thelastomatidae. Inga underarter finns listade i Catalogue of Life.